# Stictoptera burgersi
Stictoptera burgersi là một loài bướm đêm trong họ Noctuidae.